# Кулешюс, Шарунас
Шарунас Кулешюс (лит. Šarūnas Kuliešius, родился 9 февраля 1977 в Электренае) — литовский хоккеист, центральный нападающий и главный тренер вильнюсского клуба «Хоккей Панкс».

## Карьера

### Клубная
Воспитанник школы литовского клуба «Энергия» (город Электренай). В возрасте 18 лет в 1995 году дебютировал в составе команды в рамках чемпионата Восточно-европейской хоккейной лиги. В сезоне 2001/2002 играл за «Неман» в Белорусской Экстралиге, в 2004 году уехал в Швецию, где играл в Первом дивизионе. С 2005 по 2007 годы выступал за английский клуб «Солихалл Бэронз», в составе которого отыграл более 80 игр. В возрасте 30 лет в 2007 году вернулся на родину в «Энергию» из Электреная, за которую выступает и сейчас.

### В сборной
Кулешюс дебютировал в сборной ещё в 1996 году на чемпионате мира в дивизионе D. Участвовал в первенствах 1997, 1998, 1999 и 2000 годов в дивизионе C (с 2000 года — Втором дивизионе). В 2000 году его сборная вышла в Первый дивизион, откуда вылетела в 2001 году после поражения от сборной Нидерландов 2:3. В 2002 году пять побед с общим счётом 71:6 вернули команду в Первый дивизион (Кулешюс отметился восемью шайбами и семь голевыми передачами), но затем она снова оттуда вылетела. На домашнем чемпионате 2004 года Литва разгромила снова всех своих противников и вернулась в Первый дивизион. С тех пор Кулешюс участвовал во всех турнирах, кроме чемпионата мира 2011 года. Также он играл в квалификационных турнирах к Олимпиадам Турина, Ванкувера и Сочи.